# Farrant Island
Farrant Island är en ö i Kanada.   Den ligger i North Coast Regional District och provinsen British Columbia, i den sydvästra delen av landet, 3 900 km väster om huvudstaden Ottawa. Arean är 56 kvadratkilometer.
Öns högsta punkt är 500 meter över havet. Den sträcker sig 13,1 kilometer i nord-sydlig riktning, och 8,3 kilometer i öst-västlig riktning.
I omgivningarna runt Farrant Island växer i huvudsak barrskog. Trakten runt Farrant Island är nära nog obefolkad, med mindre än två invånare per kvadratkilometer. Inlandsklimat råder i trakten. Årsmedeltemperaturen i trakten är 5 °C. Den varmaste månaden är juli, då medeltemperaturen är 14 °C, och den kallaste är december, med −4 °C.